# Krenceng (Kepung)
Krenceng is een bestuurslaag in het regentschap Kediri van de provincie Oost-Java, Indonesië. Krenceng telt 10.389 inwoners (volkstelling 2010).